# Townesion ussuriensis
Townesion ussuriensis är en stekelart som beskrevs av Dmitriy R. Kasparyan 1993. Townesion ussuriensis ingår i släktet Townesion och familjen brokparasitsteklar. Inga underarter finns listade i Catalogue of Life.